# Sanoczanka Sanok (hokej na lodzie)
Sanoczanka Sanok – polski klub hokeja na lodzie z siedzibą w Sanoku, działający jako sekcja RKS Sanoczanka.

## Historia

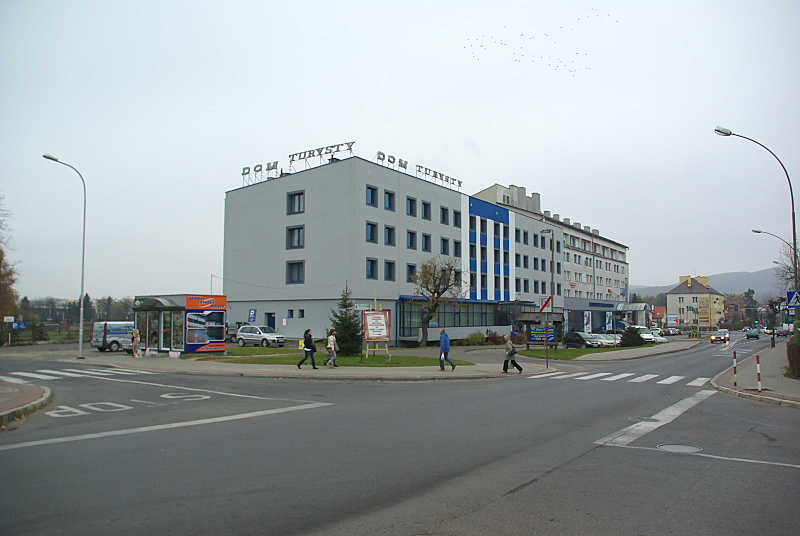
Hotel „Dom Turysty”, gdzie w przeszłości istniało lodowisko

Hokej na lodzie pojawił się w Sanoku na początku lat 50. Rozgrywano go w formie rekreacyjnej, najpierw w miejscu dawnego kortu tenisowego obok gmachu Towarzystwa Gimnastycznego „Sokół” przy ulicy Adama Mickiewicza, a pod koniec lat 50. kilkaset metrów poniżej, w miejscu gdzie obecnie znajduje się hotel „Dom Turysty”. W tym czasie decydujące były warunki atmosferyczne pozwalające na uprawianie tego sportu. Pod koniec 1952 sekcja klubu Górnik Sanok finalizowała przygotowania do budowy lodowiska, wybudowanego przed sezonem zimowym 1953/1954. Od końca 1952 do 1953 lodowisko przy Domu Robotnika wybudowali członkowie koła klubu Stal Sanok.
Klub Sportowy Sanoczanka Sanok został założony w 1935. Po II wojnie światowej klub był utrzymywany przez Przedsiębiorstwo Kopalnictwa Naftowego w Sanoku, wskutek czego klub zmienił nazwę na KS Nafta. W późniejszych latach dokonywano kolejnych przemianowań, aż powstał GKS Górnik – Sanoczanka. Prezesem klubu Górnik–Sanoczanka od 1949 do 1956 był Zbigniew Dańczyszyn (w tym czasie m.in. rozbudowano stadion „Wierchy” i skocznię narciarską). W 1951 klub Górnik Sanok należał do Zrzeszenia Sportowego „Unia” i występował pod nazwą Unia Sanok.
Na przełomie lat 50./60. w sezonach ligi okręgowej rzeszowskiej, w praktyce stanowiącej element trzeciego poziomu rozgrywkowego, Sanok był reprezentowany przez drużyny pod kilkoma szyldami organizacyjnymi. W latach 50. działały w Sanoku dwa kluby sportowe, Górnik i Stal, rywalizujące ze sobą w rozgrywkach np. w A klasie piłkarskiej oraz wojewódzkiej lidze tenisowej. Jako pierwsza, drużynowa sekcja hokeja na lodzie Górnika Sanok powstawała w 1955.
W sezonie 1956/1957 rzeszowskiej ligi okręgowej brała udział drużyna z Sanoka – pod względem formalnym pierwotnie zapowiadano udział Górnika Sanok, zaś wskutek odejścia od systemu zrzeszenia sportowego i powrotnego przemianowania faktycznie w rozgrywkach wystąpiła drużyna pod nazwą Sanoczanka Sanok. W sezonie 1957/1958 z powodzeniem grała drużyna Sanoczanki Sanok, jednak sezon nie został ukończony. W 1958 z inicjatywy sanockich sympatyków hokeja na lodzie powstała sekcja hokejowa, działająca pod egidą Robotniczego Klubu Sportowego „Sanoczanka” (powstał rok wcześniej w wyniku fuzji KS Górnika Sanoczanka i ZKS Stali Sanok). Od 1958 sanocki zespół był prowadzony przez trenera W. Jacewicza. 

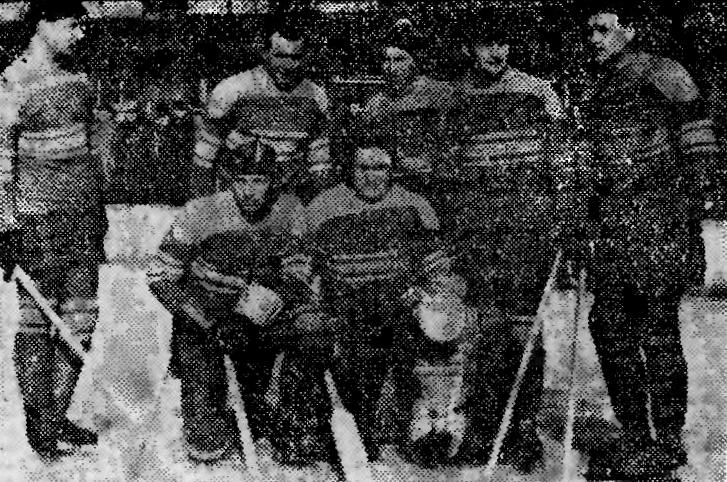
Drużyna Sanoczanki – mistrzowie okręgu z 1959

W sezonie 1958/1959 rozgrywanym od stycznia do lutego 1959 występował zespół Sanoczanki Sanok w klasie A zreformowanej na dwa poziomy ligi. W inauguracyjnym wyjazdowym spotkaniu sezonu, przegranym 1:4 z Legią Krosno, drużyna wystąpiła w składzie: Jan Roszniowski, Leszek Roszniowski, Lesław Marszałek, Adam Samochwał, Franciszek Fryźlewicz, Stefan Tarapacki, Stefan Salomon (strzelec gola), Brygidyn, Orszak, Wacławski, Tadeusz Tarapacki. W kolejnych meczach pokonali na własnym lodzie Czuwaj 4:2, zwyciężyli niespodziewanie Resovię na jej terenie 1:0 (po golu Salomona), pokonali u siebie Legię 5:3 (cztery gole Tarapackiego i jeden Salomona), Stal Rzeszów 10:3 (cztery gole Fryźlewicza, 3 Tarapackiego, 2 Salomona) przy 2 tys. kibiców, Resovię 8:3 (Salomon 3 gole, Tarapacki i Fryźlewicz po 2, Samochwał 1), następnie w meczach wyjazdowych pokonała Czuwaj 7:6 (Salamon 3, Tarapacki 2, Samochwał i Fryźlewicz po 1) oraz Stal Rzeszów 3:2, zdobywając mistrzostwo okręgu (uzyskała 14 pkt. w 8 meczach, bramki 39:21). Pomimo zdobycia mistrzostwa okręgu drużyna Sanoczanki nie przystąpiła do rywalizacji międzywojewódzkiej o awans do II ligi, co według publikacji w dzienniku „Nowiny” było związane z brakiem potwierdzenia zawodników drużyny przez Polski Związek Hokeja na Lodzie, czemu według zawodnika sanockiego klubu, Michała Patały (który wystosował specjalny list do redakcji tej gazety) winny miał być Rzeszowski Okręgowy Związek Hokeja na Lodzie (ROZHL), działający rzekomo na niekorzyść Sanoczanki. Do sezonu 1959/1960 przystąpiła drużyna seniorska (ponownie w 5-zespołowej klasie A) oraz drużyna juniorska w nowo utworzonych rozgrywkach okręgu rzeszowskiego. Seniorzy trafili do grupy B, mając za rywali Legię Krosno, Resovię i Stal Przysieki. Sanoczanie m.in. zremisowali w Rzeszowie z Resovią 3:3, pokonali beniaminka Stal Przysieki 25:2 (9 goli Tarapackiego, 7 Samochwała, 6 Salomona), Legię Krosno 4:2, nie wyjechali na mecz do Krosna otrzymując sankcję walkoweru 0:5, wygrali u siebie z Resovią 7:5 (Samochwał 3, Salamon 2, Tarapacki i Marszałek), zajmując drugie miejsce w grupie i zakwalifikowali się do rozgrywki finałowej o mistrzostwo okręgu (awansowały po dwie drużyny z obu grup). Wskutek niekorzystnych warunków atmosferycznych turniej finałowy nie został przeprowadzony, zaś w porozumieniu z ROZHL drużyna Sanoczanki została zgłoszona do rozgrywki o awans do anonsowanej II ligi 1960/1961. W dniach 4-6 marca 1960 na lodowisku Torkat w Katowicach Sanoczanka w I grupie półfinałowej uległa Odrze Opole 3:5 (1:2, 1:1, 1:2) i Gwardii Katowice 0:14 (0:7, 0:2, 0:5), odpadając z dalszej rywalizacji. W wyniku późniejszej reorganizacji rozgrywek ligowych okazało się, że zespoły premiowane awansem z III poziomu ligowego w powyższej rywalizacji oraz drużyny II-ligowe, zostały włączone do sezonu I ligi 1960/1961.
Wśród zawodników ówczesnego sanockiego hokeja byli m.in. Edward Pilszak, Stefan Tarapacki. Jako sędziowie pierwsze sanockie rozgrywki hokejowe prowadzili Jerzy Lisowski i Michał Patała.

## Sezony
- 1956/1957 – liga okręgowa rzeszowska
- 1957/1958 – liga okręgowa rzeszowska
- 1958/1959 – liga okręgowa rzeszowska: 1.
- 1959/1960 – liga okręgowa rzeszowska: 1. uznaniowo, elimin. do II ligi